# Manoir d'Hérenguerville
Le manoir d'Hérenguerville est une ancienne demeure fortifiée, du Moyen Âge, située sur la commune d'Hérenguerville, en Cotentin, dans le département de la Manche en région Normandie.
Entouré, sur trois côtés, par ses douves en eau et un étang bordé de murets, le site a gardé son caractère fortifié. Le manoir est constitué de trois logis mitoyens, construits consécutivement aux XIIe, XVe et XVIe siècles et d'un ensemble de communs couverts en chaume.

## Localisation
Le manoir d'Hérenguerville est situé sur la commune d'Hérenguerville, au lieu-dit « Le Manoir », à 500 mètres à l'est de l'église, par un chemin creux bordé de chênes et de charmes, dans le département français de la Manche.

## Historique
Des éléments maçonnés datant de la période gallo-romaine ont été retrouvés dans les fondations des murs d'enceinte. L'occupation antique de ce site fut aussi confirmée, en 1804, par la découverte d'un petit trésor de pièces de monnaie datant des empereurs Constance Chlore et Aurélien.
En 1204, le manoir était aux mains d'un chevalier nommé Jourdain d'Hérenguerville qui, de retour de la quatrième croisade, fit un don à l'abbaye de Savigny. Sa petite-fille Nicole épousa un sire de Grosparmy, neveu du cardinal Raoul de Grosparmy et de son frère Nicolas, chancelier de France et garde des Sceaux du roi Saint Louis. Louis IX fut reçu par les Grosparmy d'Hérenguerville, en 1256, pour servir en personne l'un des grands banquets que ce roi faisait offrir aux pauvres de Normandie,.
À la fin de la guerre de Cent Ans, le manoir fut occupé par un capitaine anglais (Thomas Growe) de 1419 à 1450. Il fut rendu aux Grosparmy par acte de mainlevée du roi Charles VII, le 9 mars 1451,.
À cette génération, Nicolas de Grosparmy pratiquait l'alchimie au manoir. On y voit encore les vestiges de ses fours et la sculpture d'un Mercure sur une fenêtre orientée à l'occident. Ce gentilhomme appartenait au Cénacle de Flers.
Lors des guerres de Religion, le pasteur Godard écrivit à Calvin une lettre signée du manoir d'Hérenguerville, avec la liste des premiers villages du Coutançais où il prêcha la Réforme. Cette lettre, datée du 20 juin 1561, est le plus ancien témoignage de missions protestantes en Basse Normandie. Quoique huguenote elle-même, Ursine d'Hérenguerville, qui vécut au manoir, n'en sera pas moins la mère d'un célèbre cardinal, le poète Jacques Davy du Perron. Le roi Henri IV confia à ce prélat les étapes de sa conversion au catholicisme.
Toujours transmis par successions et par mariages jusqu'à la Révolution, le manoir cessa d'être habité par ses seigneurs en 1712. Le dernier seigneur d'Hérenguerville et de Montaigu fut Louis-Charles, comte de Bérenger (1760-1809). Émigré en 1792, ses manoirs sont vendus comme biens nationaux.
Les terres furent rachetées en 1803 par un soldat de la Grande Armée, le capitaine Lefèvre, lequel construisit une nouvelle maison et abandonna le vieux manoir aux usages agricoles.
Au XXe siècle la restauration du manoir d'Hérenguerville a été entreprise par la famille Dumas de Mascarel, que des liens d'ascendance rattachent aux Grosparmy. Il a désormais retrouvé son caractère historique et accueilli des concerts et des expositions. Il est aussi le siège de l'association Hauteville House, consacrée aux arts décoratifs de la Haute époque et aux tapisseries appelées bergames.

## Description
Du Moyen Âge, il reste les vestiges des murs d'enceinte et des douves. Le logis a gardé de très jolies cheminées, ses plafonds anciens et ses murs chaulés à fresques. L'ensemble des bâtiments présente de beaux exemples de fenêtres et de portes ouvragées et ornées d'accolades.
Les ruines de l'ancienne grange dîmière qui fermait la cour du manoir, témoignent que ce fief relevait aussi, en partie, des abbayes du Mont Saint-Michel et de La Lucerne-d'Outremer.